# Zobata železnica
Zobata železnica je vrsta železnice, ki je v uporabi na odsekih, kjer mora vlak premagati veliko višinsko razliko. 
Navadno je na sredini med običajnimi tirnicami nameščena dodatna tirnica, tj. zobata tirnica, po kateri kompozicijo vleče velik zobnik, nameščen pod lokomotivo. Le-ta preprečuje spodrsavanje pogonskih koles vlaka, preprečuje pa tudi njegovo drsenje pri vožnji navzdol.
Zobata letev je lahko položena na ozkotirni (760 mm) ali normalnotirni progi. 

## Zgodovina
Prva lokomotiva z zobnikom je bila izdelana leta 1812, izum pa pripisujejo angleškemu inženirju Blenkinsopu. V ZDA se je prva zobata lokomotiva pojavila leta 1825, prva uspešna zobata železnica pa je bila odprta leta 1869 na Mount Washington. Navdušeni nad uspehom Američanov so se projekta gradnje zobatih železnic lotili tudi v Švici, kjer so se pojavile po letu 1870. Švica velja danes za državo z največ zobatimi železnicami (danes so večinoma proge elektrificirane).
V Južni Ameriki, predvsem na progah preko Andov, so bile prav tako zgrajene številne zobate železnice, po katerih so vozile ogromne parne lokomotive. 
Najboljše zobate lokomotive so izdelovali v tovarnah po Nemčiji, Švici in Avstriji.